# Alfred Percy Sinnett

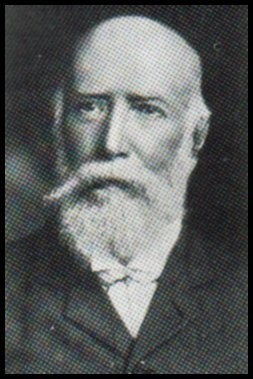
Alfred Percy Sinnett

Alfred Percy Sinnett (* 18. Januar 1840 in London, England; † 26. Juni 1921) war ein englischer Journalist, Autor und Theosoph.

## Leben
Alfred Percy Sinnett war eines von fünf Kindern. Sein Vater starb bereits 1845, die Mutter Jane Sinnett ernährte die Familie durch Artikelschreiben für mehrere englische Zeitungen. Von dieser Seite wuchs Sinnett bereits schriftstellerisch beeinflusst auf. Er begann seine journalistische Karriere 1865 in Hongkong bei der Hongkong Daily Press, kehrte 1868 nach London zurück und wurde Redakteur beim Evening Standard, nebenbei schrieb er für den Daily Telegraph. 1870 heiratete er Patience Edensor (Mrs. A.P. Sinnett, Patience Sinnett) (1844–1908), aus der Ehe ging Sohn Denny (Dennie) (1877–1908) hervor. Denny starb 1908 an Tuberkulose, Patience im gleichen Jahr an Krebs. 1872 übersiedelte die Familie nach Indien, wo er einen prestigeträchtigen Posten in Allahabad als Herausgeber der einflussreichen britisch/indischen Zeitung The Pioneer angenommen hatte. Aufgrund dieser Position war er einer der einflussreichsten Engländer in Indien, die außerhalb der Regierungsbehörden tätig waren. 1875 kehrte Sinnett für drei Monate nach London zurück und kam hier mit dem Spiritismus in Kontakt, der ihn faszinierte.
1877/78 las er Helena Blavatskys gerade erschienenes Buch Isis entschleiert und war davon begeistert. Als die Theosophen Blavatsky und Henry Steel Olcott am 16. Februar 1879 in Mumbai Indien erreichten, erfuhr er dies bereits wenige Tage später und nahm noch im Februar 1879 brieflichen Kontakt mit ihnen auf. Nach regem Schriftverkehr besuchten Anfang Dezember 1879 Blavatsky und Olcott Sinnett in Allahabad. Daraus entwickelte sich eine Freundschaft, Sinnett fand Gefallen an der Theosophie und trat zusammen mit seiner Frau Patience noch im Dezember 1879 der Theosophischen Gesellschaft bei, wo er schnell an Einfluss gewann. In den folgenden Jahren erschienen auf Betreiben Sinnetts im Pioneer eine Reihe von Artikeln über die Theosophie, was wesentlichen Einfluss auf die rasche Verbreitung dieser Lehre in Indien hatte. Im November 1882 gab er den Posten beim Pioneer auf, um eine eigene, ganz der theosophischen Lehre gewidmete Zeitung mit dem Titel The Phoenix zu gründen. Das Projekt scheiterte aber, woraufhin er mit seiner Familie im Frühjahr 1883 nach England zurückkehrte.
Zwischen 1. Oktober 1880 und März 1885 erhielten Sinnett und seine Frau Patience Briefe von den Meistern der Weisheit, die später als die The Mahatma Letters to A. P. Sinnett veröffentlicht wurden. Sie sind eine Sammlung von Lehren der früheren „Meister“ Morya und Koot Humi. Sinnetts Bücher The Occult World und Esoteric Buddhism basieren auf diesen Briefen. Sie machten die Theosophische Gesellschaft weit über die Grenzen Englands hinaus bekannt. Die Originale dieser „Meisterbriefe“ vermachte er testamentarisch dem Britischen Museum, heute befinden sie sich in der British Library.
In England angekommen, suchte Sinnett Einfluss in der theosophischen London Lodge zu gewinnen. Das führte schon bald zu Konflikten mit Anna Kingsford, der Präsidentin der London Lodge und im Herbst 1883 zur Spaltung in zwei konkurrierende Lager. Nach dem Ausscheiden von Kingsford 1884, und einer Übergangsphase unter dem Kompromisspräsidenten Gerard B. Finch, übernahm Sinnett noch in den 1880er Jahren die alleinige Präsidentschaft der London Lodge. Nach und nach entfernte er diese immer weiter von der Mutterorganisation, der Theosophischen Gesellschaft, und führte sie etwa ab Mitte der 1890er Jahre praktisch souverän und weitestgehend unabhängig. Im Rahmen der London Lodge war er von 1904 bis 1907 Herausgeber der theosophischen Zeitschrift Broad Views. Nach der Judge Case, die 1895 zur Spaltung der Theosophischen Gesellschaft geführt hatte, übernahm Sinnett am 4. Juli 1895 das Amt des Vizepräsidenten der nunmehrigen Theosophischen Gesellschaft Adyar.
Er war Mitglied der Société magnétique de France und spätestens ab dem Jahr 1896 Mitglied des Hermetic Order of the Golden Dawn.

## Werk

### Englische Ausgabe
- The Occult World. London 1881
- Esoteric Buddhism. London 1883
- Married by degrees. A play in 3 acts. London 1911
- In the next world. Actual narratives of personal experiences by some who have passed on. (=Theosophical Publishing Society), London 1914
- The spiritual Powers and the War. London 1915
- Unseen Aspects of the War. Two articles by A[lfred] P[ercy] Sinnett. London 1916
- The Mahatma Letters to A. P. Sinnett from the Mahatmas M. & K. H. 2. Auflage, London 1926
- The rationale of mesmerism. Boston 1892
- The early days of theosophy in Europa. London 1922 (postum veröffentlicht)

### Deutsche Ausgaben
- Die okkulte Welt. Leipzig o. J. (1896)
- Die esoterische Lehre oder Geheimbuddhismus. Leipzig 1884
- Das Wachstum der Seele. Leipzig 1910

### Briefwechsel
- Helena P. Blavatsky: The letters of H. P. Blavatsky to A. P. Sinnett and other miscellaneous letters. London 1925

## Einzelbelege
1. ↑  Beleg Vizepräsidentschaft (Seite 253f.) (Memento des Originals vom 26. Oktober 2009 im Internet Archive)  Info: Der Archivlink wurde automatisch eingesetzt und noch nicht geprüft. Bitte prüfe Original- und Archivlink gemäß Anleitung und entferne dann diesen Hinweis.

| Personendaten    | Personendaten                             |
| ---------------- | ----------------------------------------- |
| NAME             | Sinnett, Alfred Percy                     |
| ALTERNATIVNAMEN  | Sinnett, A. P.                            |
| KURZBESCHREIBUNG | englischer Journalist, Autor und Theosoph |
| GEBURTSDATUM     | 18. Januar 1840                           |
| GEBURTSORT       | London                                    |
| STERBEDATUM      | 26. Juni 1921                             |